# Guibourtia
Genre
Guibourtia est un genre de plantes à fleurs dicotylédones de la famille des Fabaceae, sous-famille des  Caesalpinioideae, originaire d'Afrique et d'Amérique, qui comprend une quinzaine d'espèces acceptées.
Ce sont des arbres et arbustes. Certaines espèces sont exploitées pour leur bois, utilisé comme bois d'œuvre et commercialisé sous les noms de bubinga, kevazingo, ovengkol, amazakoue ou african rosewood. Toutes les espèces produisent une substance résineuse appelée « copal ».

## Étymologie
Le nom générique, « Guibourtia », est un hommage à Nicolas Jean-Baptiste Gaston Guibourt (1790-1867), pharmacien français, qui a mené des recherches sur le copal produit par certaines espèces de Guibourtia.

## Liste d'espèces
Selon The Plant List (11 octobre 2018) :
- Guibourtia arnoldiana (De Wild. & T.Durand) J.Leonard
- Guibourtia carrissoana (M.A.Exell) J.Leonard
- Guibourtia chodatiana (Hassl.) J.Leonard
- Guibourtia coleosperma (Benth.) Leonard
- Guibourtia confertiflora (Benth.) Leonard
- Guibourtia conjugata (Bolle) J.Leonard
- Guibourtia copallifera Benn.
- Guibourtia demeusei (Harms) J.Leonard
- Guibourtia dinklagei (Harms) J.Leonard
- Guibourtia ehie (A.Chev.) J.Leonard
- Guibourtia hymenaefolia (Moric.) J.Leonard
- Guibourtia leonensis J.Leonard
- Guibourtia pellegriniana Leonard
- Guibourtia schliebenii (Harms) J.Leonard
- Guibourtia sousae J.Leonard
- Guibourtia tessmannii (Harms) J.Leonard